# Monte Castelo
Monte Castelo es un municipio brasileño del estado de Santa Catarina. Tiene una población estimada al 2022 de 7 736 habitantes. Pertenece a la Región metropolitana del Norte-Nordeste Catarinense.

## Toponimia
El nombre Monte Castelo fue un homenaje a los expedicionarios brasileños que participaron en la Segunda Guerra Mundial, en la captura de Monte Castello en Italia.

## Historia
La colonización del municipio comenzó hacia 1807, cuando existía un tráfico regular de arrieros a lo largo de la Estrada das Tropas, entre Paraná y Rio Grande do Sul. En esa época, fue construido por João da Silva Machado conocido como Barão de Antonina, una pequeña capilla en el pueblo de Rodeio Grande, a 8 km del lugar donde nació la comunidad de Rio das Antas. Formó parte de Paraná hasta al final de la Guerra del Constestado.
En 1950, la localidad vivió un crecimiento poblacional debido a la instalación de la via Férrea y la BR-116. Se emancipó de Papanduva el 15 de mayo de 1962.